# Stupor mundi
Pour plus de détails, voir Fiche technique et Distribution.
Stupor mundi est un long métrage d'une heure réalisé en 1997 par Pasquale Squitieri, d'après le poème dramatique Ager sanguinis d'Aurelio Pes (it).
Le titre est constitué de l'expression latine « stupor mundi » (litt. « merveille du monde »), par laquelle l'empereur Frédéric II était appelé à l'époque médiévale. Le film a été commandé par Nicola Cristaldi, alors président de la Fondazione Federico II, à l'occasion du 900e anniversaire du Parlement sicilien. Il ne s'agit cependant pas d'une biographie traditionnelle de l'empereur.
L'historien Giordano Bruno Guerri joue le rôle de Pierre de la Vigne.

## Synopsis
Un groupe de touristes en autocar, accompagné d'un guide, visite le tombeau de Frédéric II dans la cathédrale de Palerme. Les passagers se dédoublent alors et le réalisateur les fait revivre comme des personnages de l'époque.

## Fiche technique
- Titre original : Stupor mundi[3] (litt. « merveille du monde »)
- Réalisation : Pasquale Squitieri
- Scénario : Pasquale Squitieri d'après le poème d'Aurelio Pes (it)
- Photographie : Sergio Melaranci
- Musique : Riccardo Eberspacher
- Décors et costumes : Ettore Guarnieri
- Production : Fondazione Federico II (it)
- Sociétés de production : VIDI S.r.l.
- Pays de production :  Italie
- Langue originale : italien
- Format : Couleurs
- Durée : 59 minutes
- Genre : Film historique
- Dates de sortie : 
  - Italie : 13 septembre 1997

## Distribution
- Claudia Cardinale : Constance d'Aragon
- Lorenzo Crespi (it) : Frédéric II
- Giordano Bruno Guerri : Pierre de la Vigne
- Adalberto Maria Merli : le pape
- Lioudmila Iassakova : la sorcière
- Jonis Bascir (it) : al-Kamil
- Barbara Cardella : la guide touristique